# Astrodôme
Pour les articles homonymes, voir Astrodome.

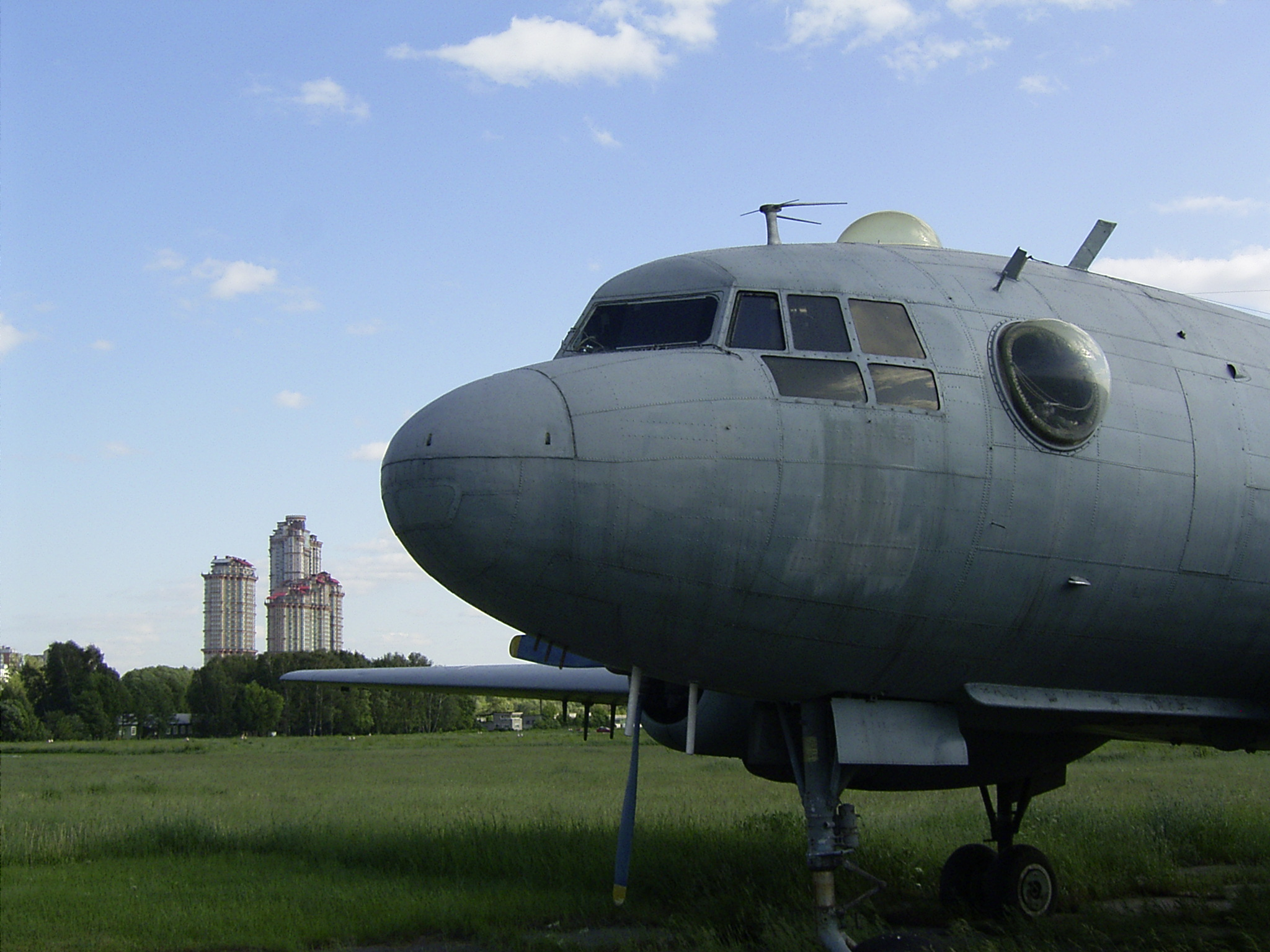
Astrodômes d'un Iliouchine Il-14.

Un astrodôme est un dôme hémisphérique transparent installé dans le toit de la cabine de pilotage d'un avion, ce qui permet au radio-navigateur l'usage d'un sextant lors de l'astronavigation.
Avant l'introduction de la radionavigation, électronique, la seule façon qui existait pour le personnel navigant était de se repérer en observant les étoiles à l'aide d'un sextant, comme les navigateurs de navires. Pour réaliser une telle opération, il faut une vue panoramique de l'horizon sur 360 degrés. L'astrodôme permet justement cette vue.
Les astrodômes furent surtout installés dans les avions de la Royal Air Force pendant la Seconde Guerre mondiale, tels le Liberator , le Lancasteret le Dakota puisque la majeure partie de ses opérations militaires étaient réalisées de nuit pour limiter les attaques aériennes.
L'emploi du sextant et du point astronomique sur les avions de la RAF  s'avéra décevant, fournissant des données peu précises au point qu'une enquête diligentée par 'Air marshal"  Arthur "Bomber" Harris révéla que plus de la moitié des bombardiers nocturnes de la RAF larguaient leurs bombes loin de l'objectif au début de la guerre. Des techniques de radionavigation et des radars de suivi de terrain comme le H2S furent alors mis en œuvre par l'aviation britannique.

## Emploi dans la marine
Le marin français Éric Tabarly (qui avait reçu une formation de pilote dans l'aéronavale française) récupéra en 1964 un astrodôme sur un hydravion Short S.25 Sunderland réformé par l'aéronavale et racheté par un démolisseur spécialisé près de la base d'aéronautique navale de Lanvéoc-Poulmic.
Installé sur le rouf du Pen Duick II cette coupole en plexiglas s'avéra très utile pour barrer à l'abri et faire le point depuis l'intérieur du bateau en économisant les forces du navigateur lors  de la course transatlantique en solitaire de 1964 qu'il remporta haut la main.
Cette disposition, réutilisée sur les Pen-Duick suivants, fut copiée par de nombreux régatiers transocéaniques et tour-du-mondistes dans les années 1960 et 70 et ne finit par passer de mode qu'avec l'avènement de la géolocalisation.